# Pachyphytum aduncum
Pachyphytum aduncum là một loài thực vật có hoa trong họ Crassulaceae. Loài này được (Baker) Rose miêu tả khoa học đầu tiên năm 1905.